# Branko Lazitch
Branko Lazitch, né à Užice le 4 mars 1923 et mort à Paris 12e le 5 janvier 1998, est un journaliste, politiste et historien serbe, soviétologue spécialiste de l'histoire de l'Union soviétique et de l'Internationale communiste.

## Biographie
Né en Serbie, Branko Lazitch participe à partir de 1942 à la résistance yougoslave contre les Allemands durant la Seconde Guerre mondiale, au sein des milieux monarchistes, les Tchetniks. Il est chargé de la « documentation » sur le communisme. Il s’expatrie en Suisse à la fin de la guerre et à la fondation du nouveau régime communiste de Josip Broz Tito. Il s'établit ensuite en Belgique puis en France.
Il soutient en Suisse une thèse de doctorat sur Lénine et la IIIe Internationale, puis fréquente le Collège d'Europe, à Bruges, où il rencontre Georges Albertini. 
Il devient un spécialiste du monde communiste, dans une optique anticommuniste. Maitrisant cinq langues, grand lecteur, ses connaissances étaient recherchées par les chercheurs et les journalistes. Il reconnaissait s'être « trompé une fois », lors de la rupture sino-soviétique, qu'il avait minimisée.
Proche de Boris Souvarine, il collabore à la revue Le Contrat social de l'Institut d'histoire sociale de Souvarine. Comme ce dernier, il collabore également à la revue anticommuniste BEIPI, rebaptisée en 1956 Est-Ouest et fondée par Georges Albertini. Il en est l'un des piliers à partir de 1952 ou 1954 et il la dirige après la mort d'Albertini (1983) et de Souvarine (1985), jusqu'à la fin de sa parution en 1993,. La revue, publiée sous l'égide de l'Institut d'histoire sociale après la mort d'Albertini, prend en 1992 le titre d'Horizons nouveaux après la chute du monde soviétique entre 1989 et 1991.
Il séjourne un moment aux États-Unis, où il rédige avec Milorad M. Drachkovitch plusieurs études sur l'Internationale communiste publiées par la Hoover Institution de l'Université Stanford en Californie, et notamment The Comintern : Historical Highlights (1966) et un Biographical Dictionary of the Comintern (1973).

Il collabore aussi à l'hebdomadaire L'Express, à partir de 1977,, et devient l'ami de Jean-François Revel, éditorialiste puis directeur de ce magazine jusqu'en 1981, alors engagé dans la dénonciation du totalitarisme communiste. Dans L'Express, il contribue à la documentation et à la rédaction d'articles examinant entre 1978 et 1980 « la vraie vie de Georges Marchais », entre 1942 et 1946, et notamment le travail en Allemagne du futur secrétaire général du Parti communiste français,,. Il publie en 1978 L'Échec permanent. L'alliance communiste-socialiste, au lendemain de la rupture du Programme commun en 1977 entre le PCF de Marchais et le Parti socialiste de François Mitterrand et de leur désunion lors des élections législatives françaises de 1978. Cet essai est publié chez Robert Laffont, dans la collection « Libertés 2000 » que Revel co-dirige. Il souligne que la France est le seul pays capitaliste où ces deux partis ont signé un programme commun afin d'« ouvrir la voie au socialisme » et le seul pays en Europe de l'Ouest où le PS a évolué vers le marxisme, alors que les autres partis socialistes s'en sont détachés, et écrit  au début de son livre : 

« Si au cours du XIXe siècle, selon la formule de Friedrich Engels, le développement du socialisme l'a fait passer de l'utopie à la science, au cours du XXe siècle, un pas nouveau a été franchi : de la science, ce socialisme est devenu une réalité du fait de la naissance de régimes communistes. Or, paradoxalement, c'est précisément au moment où il devrait être jugé d'après la pratique que les communistes (et les socialistes français) ont revendiqué pour lui le droit à n'être jugé que selon ses promesses. Ainsi un grand bond en arrière s'est-il accompli : si le socialisme utopique du XIXe siècle souffrait de n'être qu'une idée, ou plutôt un rêve, le socialisme d'aujourd'hui souffre d'être abstrait, à force de vouloir effacer d'un trait de plume les enseignements de la pratique. »

Il apporte son concours à l'essai de Revel paru en 1983, Comment les démocraties finissent.
Il collabore aussi à d'autres périodiques, français (le quotidien Le Figaro, les revues Commentaire, Géopolitique et Politique internationale) ou étrangers (le quotidien américain Wall Street Journal, le quotidien italien Il Giornale).